# Aldo Bottin
Aldo Bottin (Carrara San Giorgio, 29 dicembre 1938) è un politico italiano, Presidente della Regione Veneto dal 1994 al 1995.

## Carriera politica
Nel 1985 è eletto con la Democrazia Cristiana sia nel Consiglio Comunale di Maserà di Padova sia nel Consiglio regionale del Veneto. Diventa subito Assessore Regionale all'economia e al lavoro nella seconda Giunta presieduta da Carlo Bernini, incarico che manterrà ininterrottamente fino al 1992, pure con la seconda Giunta di Giancarlo Cremonese. Nel frattempo, alle elezioni comunali del 1990, viene eletto Consigliere Comunale a Padova.
Sul finire della Quinta legislatura del Consiglio regionale, il 27 maggio 1994 Bottin diviene Presidente della Giunta Regionale del Veneto, alla guida di una maggioranza di centrodestra (Partito Popolare Italiano, Lega Nord-Liga Veneta, Partito Liberale Italiano, Gruppo Federalista Antiproibizionista, Union del Popolo Veneto, Gruppo misto), dopo una breve parentesi di centrosinistra rappresentata dalla Giunta Pupillo.
Rimarrà a Palazzo Balbi fino al 25 giugno 1995, quando a succedergli sarà l'esponente di Forza Italia Giancarlo Galan. Successivamente, Bottin lascerà il Partito Popolare Italiano per approdare al CDU di Rocco Buttiglione, partito con il quale si candida, alla Camera dei deputati nel 1996, risultando non eletto per circa 4000 voti.